# Newton Freitas
Newton Freitas foi um autor e funcionário publico brasileiro, tendo trabalhado no Ministério das Relações Exteriores, atuando como adido cultural na Bélgica, Inglaterra, México, Argélia, França e Espanha. Foi ainda diretor da Agência Nacional.

## Biografia
Newton Freitas nasceu no município de Vitória em 06 de novembro de 1907, vindo a falecer no Rio de Janeiro em agosto de 1996. Foi autor de "Alô afro-brasileiros"; "Ensaios americanos"; "Garibaldi na América"; "Literatura del Brasil" e "Jaburuna". Foi perseguido durante o Estado Novo e obrigado a exilar-se do Brasil.